# Rick Wagoner

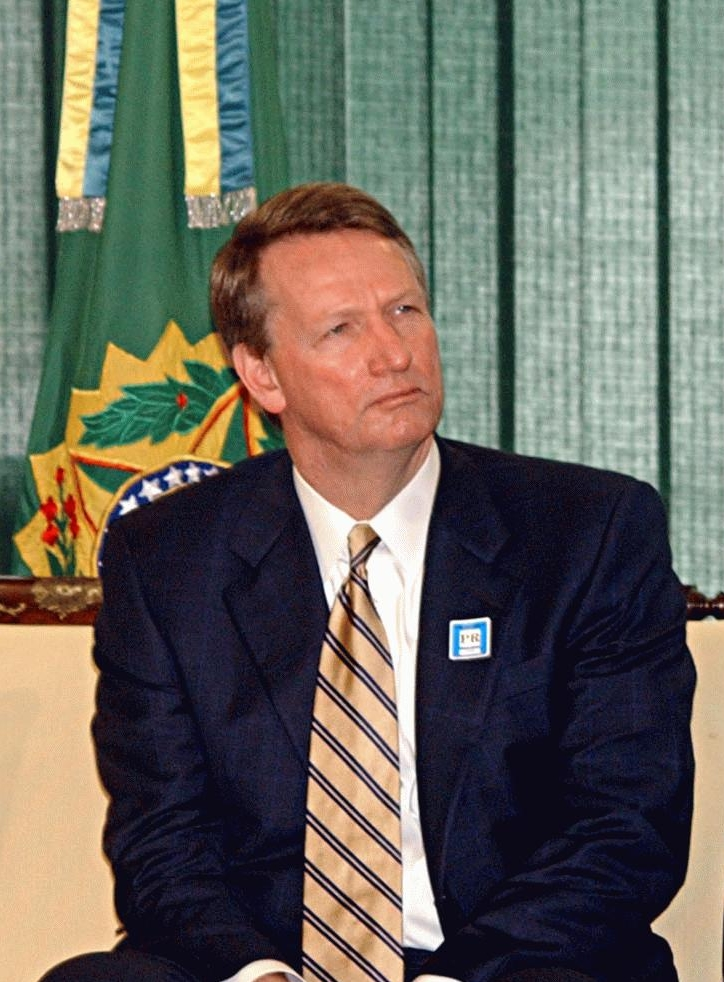
Wagoner (2004)

George Richard „Rick“ Wagoner, Jr. (* 9. Februar 1953 in Wilmington) war von Juni 2000 bis März 2009 Chief Executive Officer von General Motors. Mit seinem Rücktritt kam er einer Aufforderung von Präsident Obama nach. Von Mai 2003 an war er außerdem Chairman of the Board.

## Leben und Karriere
Wagoner wuchs in Richmond auf und absolvierte die dortige John Randolph Tucker High School. Er erhielt 1975 den Bachelor in Ökonomie der Duke University und 1977 den MBA der Harvard Business School.
Nach seinem Harvard-Studium begann er seine Karriere bei General Motors als Analyst in der Finanzabteilung. 1981 wurde er Finanzvorstand der brasilianischen General-Motors-Niederlassung und später Manager dieses Geschäftsbereichs.
1992 wurde er zum CFO ernannt, 1994 Executive Vice President und Präsident des Nordamerika-Geschäfts, am 1. Juni 2000 Präsident und CEO sowie am 1. Mai 2003 Chairman.
Die operationalen Verbesserungen, zu deren Erreichen Wagoner in der Dekade seit Beginn seiner Karriere als CFO beitrug, zeigten sich in Form der Marktführerschaft von General Motors am US-Markt. Nachdem General Motors in den frühen 1990er Jahren 30 Milliarden Dollar während eines einzigen Jahres verlor, zwangen Wagoner und Chairman Roger Smith General Motors zurück zu den Wurzeln, um Managementfehler der vergangenen 30 Jahre zu korrigieren.
Vor dem Hintergrund schlechter Geschäftszahlen übernahm Wagoner im April 2005 die persönliche Kontrolle des nordamerikanischen PKW-Geschäfts. Anfang Juni 2005 verkündete Wagoner, dass GM in den Vereinigten Staaten einige Produktionsstätten schließen und bis zum Jahr 2008 25.000 Mitarbeiter entlassen wird (17 % der Belegschaft). Diese Einschnitte reduzierten die Produktionskapazität von GM um eine Million PKWs und LKWs (von 6 Mio. auf 5 Mio.).
In einem Interview sagte Rick Wagoner, dass die Einstellung des Entwicklungsprogramms um das Elektroauto EV1 und die damit verbundene Budgetkürzung für das Hybridprogramm die schlechteste Entscheidung war, die während seiner Amtszeit getroffen wurde. Es hat die Profitabilität nicht verändert, wohl aber das Image. Der Effekt war, dass GM nicht mehr als Technologieführer gesehen wurde, sondern in einer Zeit verstärkter Nachfrage nach emissionsarmen Fahrzeugen als eine Firma, die an Innovationen wenig Interesse zeigt, was zu dem Schluss führte, dass GM unter Wagoners Führung wichtige Trends nicht erkannt habe.
Ende 2008 trat Rick Wagoner zusammen mit den CEOs von Ford (Alan Mulally) und Chrysler (Robert Nardelli) vor einen Ausschuss des US-Senats, um von der US-Regierung zur Abwendung der drohenden Zahlungsunfähigkeit Rettungsgeld zu erbitten. Dabei wurden sie wegen verfehlter Modellpolitik, jahrelangem Lobbyismus gegen schärfere Verbrauchsrichtlinien (US-amerikanische CAFE-Gesetzgebung) und der Anreise mit eigenen Firmenjets heftig kritisiert.
Ende März 2009 trat der GM-Vorstandsvorsitzende auf Druck der US-amerikanischen Regierung mit sofortiger Wirkung zurück, nachdem diese den Abtritt des 56-Jährigen zur Bedingung für weitere Staatshilfen gemacht hatte. Sein Nachfolger als Chief Executive Officer und Präsident wurde der bisherige Chief Operating Officer Frederick A. Henderson. Als Zwischenlösung für den GM-Aufsichtsratsvorsitz wurde Kent Kresa berufen, auf den im Juli 2009 Edward E. „Ed“ Whitacre Jr. folgte, nachdem GM das Insolvenzverfahren innerhalb von 40 Tagen durchlaufen hatte.
Ebenfalls im Juli 2009 gab GM bekannt, dass Wagoner eine Abfindung von mehr als 8,5 Millionen Dollar erhält. Fünf Jahre lang bekam er jährlich 1,7 Millionen Dollar, seitdem erhält er lebenslang jedes Jahr 74.000 Dollar.
Wagoner ist Mitglied des Verwaltungsrats der Duke University, der Detroit-Country-Day-Schule, des Vorstands der Dean Advisors, der Harvard Business School und des Direktoriums von Catalyst, einer Gesellschaft zur Förderung von Frauen in der Wirtschaft. Er ist Mitglied des Detroit Renaissance Executive Committee und des Secretary of Energy Advisory Board.
Seit 2017 ist er Mitglied im Board von Chargepoint, die Gesellschaft betreibt Ladestationen für elektrisch angetriebene Fahrzeuge.